# Naujoji demokratija - Moterų partija
Die Naujoji demokratija – Moterų partija war eine politische Partei in Litauen.

## Geschichte
Vom 25. Februar 1995 bis zum dritten Parteikongress 1998 bestand Lietuvos moterų partija (LMP, deutsch: Litauische Frauenpartei), bevor sie in Naujoji demokratija – Moterų partija (ND-MP, deutsch: Neue Demokratie – Frauenpartei) umbenannt wurde und sich für breitere Wählerschichten öffnete.
Sie sah sich als politischer Arm der Litauischen Frauen-Vereinigung (Lietuvos moterų asociacija), die bereits 1993 ins Leben gerufen worden war und verschiedene Frauen-Interessenvertretungen vereinte. Die Frauen-Vereinigung hatte es bereits in der Zeit der Ersten Republik gegeben. Erklärtes Ziel war damals die Rolle der Frauen in allen gesellschaftlichen Bereichen zu stärken.
Mit der Gründung der Frauenpartei 1995 ging es vor allem darum, die Frauen aus der zweiten Reihe der politischen Bühne nach vorne zu bringen. Programmatisch stand die Partei eher links der Mitte, viele der Gründungsmitglieder waren in sozialen Projekten engagiert. Zur Vorsitzenden der Partei wählte man die erste Premierministerin Litauens nach der wieder erlangten Unabhängigkeit 1990, Kazimiera Prunskienė.
Nachdem die Partei bei Parlamentswahlen 1996 an der 5 %-Hürde gescheitert war und nur mit einem Direktmandat im Parlament vertreten war, beschloss man, sich für neue Wählerschichten zu öffnen, und firmierte ab 1998 als Naujoji demokratija – Moterų partija (ND-MP; deutsch: Neue Demokratie – Frauenpartei). Vor den Parlamentswahlen 2000 war der Ausdruck „Frauenpartei“ bereits gänzlich aus dem Namen der Partei getilgt worden, sie firmierte nun als Naujosios demokratijos partija (Partei der neuen Demokratie). Die Partei trat in einer Listenverbindung mit den Sozialdemokraten zu den Wahlen 2000 an: sie gewann ein Listenmandat und zwei Direktmandate (darunter eines für die Parteivorsitzende Kazimiera Prunskienė).
Auf der Suche nach einem neuen Bündnispartner, der das politische Überleben sichern sollte, wurde die Partei bei der Litauischen Bauernpartei fündig. Am 15. Dezember 2001 erfolgte der Zusammenschluss zur Union der Bauernpartei und der Partei Neue Demokratie (VNDS).